# 앨리스 에둔
앨리스 에둔(Alice Edun)은 이탈리아 밀라노에 거주하는 러시아계 가수이다. 에듄이라는 이름으로 더 알려져 있다. 그녀의 음악은 주로 댄스음악과 복음성가라고 할 수 있다.

## 생애
상트페테르부르크에서 태어났다. 아버지는 나이지리아 사람이고 어머니는 러시아 사람이다. 5세가 되던 때 가족과 함께 아프리카로 이사하게 되었는데 그곳에서 학교와 침례교회 합창단에 가입하여 복음음악과 관계를 가지게 된다. 1998년에는 이탈리아로 옮겨와 복음성가에 전력을 다하여, 같은해 밀라노 복음성가 축제에 참여한다. 또한 유럽 공연을 통하여 다른 비종교적인 스타일을 경험하며 나중에 음악적인 취향을 넓히기 시작했다. 자신의 공연 뿐만 아니라 다른 음악가들을 위해 배경 보컬일에도 관여하게 되며, 다양한 텔레비전 방송에 참여한다.